# Валерий Грат
Валерий Грат (на латински: Valerius Gratus) е четвъртият префект на римска Юдея по времето на римския император Тиберий.
Управлява територията от 15 до 26 г. след Аний Руф. Сменен е от Пилат Понтийски. Той отстранява последователно тримата еврейски първосвещеници на Втория храм в Иерусалим Ismaël ben Phiabi (15 – 16 г.), Eleazar ben Ananus (16 – 17 г.) и Simon ben Kamithus (17 – 18 г.). През 18 г. назначава на тази длъжност Йосиф Каяфа (18 – 36 г.).